# All Nippon Airways

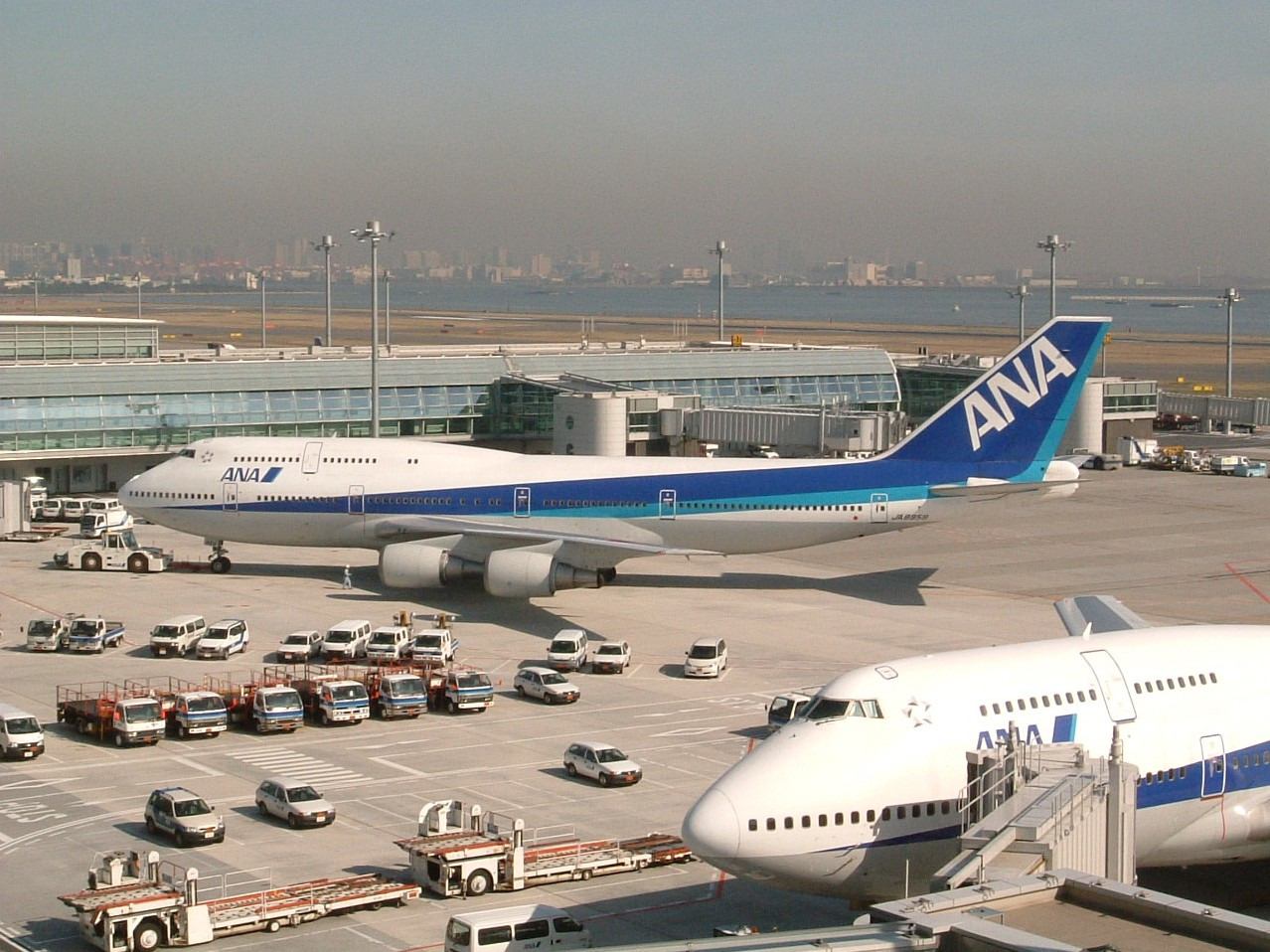
All Nippon Airways

All Nippon Airways (全日本空輸株式会社 Zen Nippon Kūyu Kabushiki Gaisha?,  scurt Zennikkū (全日空?)), prescurtat ANA este o companie aeriană japoneză cu sediul în Tokio. ANA deține, printre altele, 160 de aeronave Boeing și circa 30 Airbus (decembrie 2009).